# Phragmataecia itremo
Phragmataecia itremo is een vlinder uit de familie houtboorders (Cossidae). De wetenschappelijke naam van deze soort werd voor het eerst geldig gepubliceerd in 1974 door Viette.
De soort komt voor in tropisch Afrika.